# Corentin Ermenault
Corentin Ermenault (Amiens, 27 de enero de 1996) es un deportista francés que compite en ciclismo en las modalidades de pista, especialista en las pruebas de persecución, y ruta. Es hijo del exciclista Philippe Ermenault.
Ganó una medalla de bronce en el Campeonato Mundial de Ciclismo en Pista de 2020 y cinco medallas de oro en el Campeonato Europeo de Ciclismo en Pista entre los años 2016 y 2023.
En carretera obtuvo una medalla de bronce en el Campeonato Mundial de Ciclismo en Ruta de 2017 y una de bronce en el Campeonato Europeo de Ciclismo en Ruta de 2017, ambas en la carrera contrarreloj para ciclistas sub-23.

## Medallero internacional
| Campeonato Mundial | Campeonato Mundial       | Campeonato Mundial | Campeonato Mundial      |
| Año                | Lugar                    | Medalla            | Competición             |
| ------------------ | ------------------------ | ------------------ | ----------------------- |
| 2020               | Berlín (Alemania)        | Medalla de bronce  | Persecución individual  |
| Campeonato Europeo |                          |                    |                         |
| Año                | Lugar                    | Medalla            | Competición             |
| 2016               | Saint-Quentin (Francia)  | Medalla de oro     | Persecución individual  |
| 2016               | Saint-Quentin (Francia)  | Medalla de oro     | Persecución por equipos |
| 2017               | Berlín (Alemania)        | Medalla de oro     | Persecución por equipos |
| 2019               | Apeldoorn (Países Bajos) | Medalla de oro     | Persecución individual  |
| 2023               | Grenchen (Suiza)         | Medalla de bronce  | Persecución por equipos |

| Campeonato Mundial | Campeonato Mundial  | Campeonato Mundial | Campeonato Mundial  |
| Año                | Lugar               | Medalla            | Competición         |
| ------------------ | ------------------- | ------------------ | ------------------- |
| 2017               | Bergen (Noruega)    | Medalla de bronce  | Contrarreloj sub-23 |
| Campeonato Europeo |                     |                    |                     |
| Año                | Lugar               | Medalla            | Competición         |
| 2017               | Herning (Dinamarca) | Medalla de bronce  | Contrarreloj sub-23 |

## Palmarés

### Ruta
2017
- 3.º en el Campeonato Europeo Contrarreloj sub-23
- 3.º en el Campeonato Mundial Contrarreloj sub-23

2022
- 1 etapa del Tour de la Mirabelle

### Pista
2015
- 3.º en el Campeonato Europeo en Persecución sub-23

2016
- Campeonato de Francia en Persecución por Equipos (con Benoît Daeninck, Rémi Huens y Adrien Garel)
- Campeonato Europeo Persecución por Equipos (con Florian Maitre, Benjamin Thomas y Thomas Denis)
- Campeonato Europeo en Persecución
- Campeonato Europeo Persecución por Equipos sub-23 (con Florian Maitre, Benjamin Thomas y Thomas Denis)

2017
- Campeonato Europeo Persecución por Equipos (con Florian Maitre, Louis Pijourlet, Benjamin Thomas y Thomas Denis)
- Campeonato de Francia en Persecución Individual

2018
- Campeonato de Francia en Persecución por Equipos (con Marc Fournier, Jérémy Lecroq y Adrien Garel)
- Campeonato de Francia en madison (con Adrien Garel)
- Campeonato de Francia en Persecución Individual
- 2.º en el Campeonato de Francia en scratch
- 3.º en el Campeonato de Francia en Omnium